# 難聴
| 順位 | 疾病                 | DALYs （万） | DALYs （%） | DALYs （10万人当たり） |
| ---- | -------------------- | ------------ | ----------- | ---------------------- |
| 1    | 新生児疾患           | 20,182.1     | 8.0         | 2,618                  |
| 2    | 虚血性心疾患         | 18,084.7     | 7.1         | 2,346                  |
| 3    | 脳卒中               | 13,942.9     | 5.5         | 1,809                  |
| 4    | 下気道感染症         | 10,565.2     | 4.2         | 1,371                  |
| 5    | 下痢性疾患           | 7,931.1      | 3.1         | 1,029                  |
| 6    | 交通事故             | 7,911.6      | 3.1         | 1,026                  |
| 7    | COPD                 | 7,398.1      | 2.9         | 960                    |
| 8    | 糖尿病               | 7,041.1      | 2.8         | 913                    |
| 9    | 結核                 | 6,602.4      | 2.6         | 857                    |
| 10   | 先天異常             | 5,179.7      | 2.0         | 672                    |
| 11   | 背中と首の痛み       | 4,653.2      | 1.8         | 604                    |
| 12   | うつ病性障害         | 4,635.9      | 1.8         | 601                    |
| 13   | 肝硬変               | 4,279.8      | 1.7         | 555                    |
| 14   | 気管、気管支、肺がん | 4,137.8      | 1.6         | 537                    |
| 15   | 腎臓病               | 4,057.1      | 1.6         | 526                    |
| 16   | HIV / AIDS           | 4,014.7      | 1.6         | 521                    |
| 17   | その他の難聴         | 3,947.7      | 1.6         | 512                    |
| 18   | 墜死                 | 3,821.6      | 1.5         | 496                    |
| 19   | マラリア             | 3,339.8      | 1.3         | 433                    |
| 20   | 裸眼の屈折異常       | 3,198.1      | 1.3         | 415                    |

難聴（なんちょう、英語: hard of hearing）とは、聴覚が低下した状態のこと。医学分野で多く使用される表現であり、診断名や聞こえの障害の性質(例:伝音難聴・感音難聴)、程度の数量的表現(例:軽度難聴・高度難聴)として用いられる。耳科学的には、聴力が、正常聴覚閾値(正常最小可聴値) (0dB HL) よりも劣っている事とされる。そのレベルは30dB HLとされている。難聴は代表的な耳疾患の症状である。外耳、内耳、中耳から聴覚伝導路のどの部分が障害されても難聴になる。難聴を検査する方法が聴力検査である。

## 0dB HL（標準聴力閾値）
難聴の程度を決めるにはオージオメータ（audiometer、聴力計）によって純音聴力検査をしなければならない。
オージオメータとは、被検者に電気的に発生した検査音を減衰器を通して与え、被検者自身の認知、応答により、聴覚機能を検査する装置であり、JIS T 1201（オージオメータ）に規定されている。検査音を与える方法も指定された気導受話器（イヤホン）で被検耳の外耳に適切に圧着されなければならない。最初に 0dB を決めたのは、1951年に米国で徴兵検査の折に18歳の若者で行なわれた。この値がしばらくの間 0dBとして採用されていたが、その後英国でも検討されたが10dBほど小さい値になり混乱していたので、0dB の再検討が世界的に行なわれるようになった。日本オージオロジー学会でも 0dB 委員会が作られ検討された。最終的に ISO 規格に世界が合わせる事になった。当時は暫定的にそれぞれの周波数で10dBを加える事で対応した。JIS T 1201-1982 には財団法人機械電子検査協会が保有しているイヤホンをISO NBS 9－Aカプラ (6cc) で規定されている基準最小可聴値をもたらすカプラ内音圧レベルが4種類の国産受話器に対して示されている。ここで注意する点は何れも工業規格であり、オージオメータの製造、販売の規格である。従って、一人一人違ったヒトの外耳に気導受話器を使用して聴力検査をすると言う現実とは無関係である。例えば、圧着の程度が少ないと僅かな隙間から低音域の低下が発生するし、防音室の程度により閾値に 10 - 15dB の測定誤差を生ずる。これは全ての聴覚検査で生ずる現実である。

## 難聴とコミュニケーション
難聴をコミュニケーション障害の立場より考える事も重要な問題である。小寺によれば、純音聴力検査で求める平均聴力レベルを基準にした平均聴力、500Hz、1kHz、2kHzの各閾値の平均聴力値（3分法）で正常聴力は25dB以内であるとしている。平均聴力レベルが26dBから39dBは軽度難聴で、40dBから69dBは中等度難聴で、70dB以上であれば高度難聴と分類すると記している。この場合は良聴耳のレベルである。このように軽度難聴のレベルは文献により一定値ではないのが現状である。ここでも会話の了解度と組み合わせて記載されている。
平均聴力レベルとコミュニケーション障害の関係。
- 26dB - 39dB: 小さい声での会話のみ聞き取りにくい。
- 40dB - 54dB: 普通の会話に不自由。正面から大きい声で会話する。
- 55dB - 69dB: 大きい声での会話が理解できないことがある。
- 70dB 以上。 非常に大きい声のみ理解できるが、理解できないことがある。

## 聴覚障害レベル
難聴者の最小可聴閾値（聴力レベル）の上昇が4分法（500 Hz×1 + 1 kHz×2 + 2 kHz×1）/4 の数値により障害の重さが区分される。
| 級別 | 状態 | 指数 |
| ---- | --- | ---- |
| 2    | 両耳の聴力レベルがそれぞれ100デシベル以上のもの（両耳全ろう） | 11   |
| 3    | 両耳の聴力レベルが90デシベル以上のもの（耳介に接しなければ大声語を理解し得ないもの） | 7    |
| 4    | 1. 両耳の聴力レベルが80デシベル以上のもの（耳介に接しなければ話声語を理解し得ないもの） 2. 両耳による普通話声の最良の語音明瞭度が50パーセント以下のもの                                    | 4    |
| 6    | 1. 両耳の聴力レベルが70デシベル以上のもの（40センチメートル以上の距離で発声された会話語を理解し得ないもの） 2. 1側耳の聴力レベルが90デシベル以上、他側耳の聴力レベルが50デシベル以上のもの | 1    |

## 難聴の分類
難聴の分類には、病変部位、原因・要因、難聴の程度、聴力型、発症時期、言語習得などにより、さまざまな基準がある。分類基準の多様性は、障害像、予後、必要とされる対応(医学的・福祉的・教育的)の多様さを示唆する。
また、両方の耳に同時に症状が現れる両側性難聴（りょうそくせいなんちょう）とどちらか一方の耳にのみ症状が現れる一側性難聴（いちそくせいなんちょう）に分けられる。なお一側性難聴、つまり逆側の耳が健聴の場合、日本の現行制度では障害とみなされない。

### 病変部位による分類
病変部位により、伝音(性)難聴・感音(性)難聴に大きく2分される。混合性難聴（こんごうせいなんちょう）はこれらを共に持っているものであり、独立させる場合もある。
伝音性難聴
伝音(性)難聴（でんおんせいなんちょう）(conductive hearing loss)は、音の伝わり方の異常である。聴こえの仕組みは、ヒトの耳に外界から空気の振動である可聴音（20 Hz - 20,000 Hz と言われている）が外耳と中耳を通して内耳へ伝えられる。伝音難聴では、外耳・中耳・蝸牛窓・前庭窓のいずれか、又はそのすべてがおかされることで、伝送特性が変化する。
感音性難聴
感音(性)難聴（かんおんせいなんちょう）(sensorineural hearing loss )は、内耳での音の電気変換〜電気信号の伝達の異常である。通常、外耳や頭蓋骨から入力された音のエネルギーは、内耳でリンパ液や有毛細胞を振動させる。この振動が刺激となり有毛細胞から神経伝達物質が放出され、付着している聴神経の終末部を興奮させて活動電位という電気的インパルスが発生する。感音難聴は、内耳又は内耳から聴覚中枢に至る部位に器質性の病変で生じる。
- 内耳性難聴 (ないじせいなんちょう、inner ear hearing loss)
  - 障害の部位が蝸牛に限局している場合の感音性難聴。
- 後迷路性難聴（こうめいろせいなんちょう、retrocochlear hearing loss)
  - 障害の部位が蝸牛神経から皮質聴覚野を含む区間の聴覚伝導路に限局している場合の感音性難聴。

### 難聴の程度による分類
軽度難聴、中等度難聴、高度難聴、重度難聴、最重度難聴に分類される。

### 発症時期による分類
先天性難聴、中途難聴・失聴、老人性難聴に分類される。

### 言語獲得による分類
言語習得前難聴、言語習得期難聴、言語習得後難聴に分類される。

## 化学物質が原因の難聴
ブロモバレリル尿素を含有する鎮痛剤、コールドパーマ第2液などの臭素化合物を含む物質の摂取による中毒症状。

## 機能性難聴
全く器質的な障害が見られないのにもかかわらず、難聴が生じていると訴える例が見られる。この、聴覚に関わる部分に全く器質的な障害が見られない難聴を、機能性難聴（心因性難聴）と呼ぶ。意図的に難聴を装った結果難聴になった詐聴（さちょう）も含まれる。また、ヒステリー性難聴も含まれ、「ヒステリー」と付けられたことからも女性に多い難聴である。診断には聴性脳幹反応（ABR）測定が用いられる。

### 罹患者の特徴
かつては中年女性に見られる難聴とされていた。当時から男性よりも女性に多い難聴と認識されており、その点は近年も変わらない。

### 原因
機能性難聴の正確な原因は不明だが、学校や家庭などでのストレスなどが原因であろうと考えられている。ストレスで音に集中できないため感音難聴になるのではないか、など、推測の域を出ない。

### 治療
精神的ストレスを見つけその原因を取り除く生活指導、カウンセリングなどの心理療法を施し、耳自体の治療や投薬は通常行われない。なお、詐聴は治療不要である。

## 聴覚診断検査

### 純音聴力検査
純音聴力検査（純音オージオメトリー）とは、純音を聴かせ、被験者の聴力の閾値を測定する検査である。JIS 規格の聴力計（オージオメーター）で気導聴力及び骨導聴力の聴力レベルを調べる。遮音性の高い防音室で行われる。
純音聴力検査は、気導聴力検査と骨導聴力検査がある。気導聴力検査では、125 Hz、250 Hz、500 Hz、1000 Hz、2000 Hz、4000 Hz、8000 Hzの合計7つの周波数を検査する。それぞれの周波数の純音を被験者の外耳に JIS 規格の気導受話器を適切に圧着して入力し、それぞれの周波数について被験者が聞こえる最小音圧レベル（閾値）を測定する。骨導聴力検査では、250 Hz、500 Hz、1000 Hz、2000 Hz、4000 Hzの合計5つの周波数を検査する。耳後部に骨導レシーバを当てることで、被験者の骨にそれぞれの周波数の純音を入力する。これにより、それぞれの周波数について被験者が聞こえる最小の音圧レベルを測定する。
検査結果は、聴力図（オージオグラム／audiogram）に記録する。なお、気導検査も骨導検査も、最大出力音圧でも聞こえない場合には、聴力図にはスケールアウト（測定不能）と記録する。検査の結果で、伝音性難聴と感音性難聴と混合性難聴の区別がされる。

### 閾値上検査
閾値上検査とは、補充現象（リクルートメント現象）の有無を調べる検査である。補充現象とは音圧がわずかに上がっただけで、正常より音が大きく聞こえる現象のこと。補充現象は、感音難聴の中でも内耳性難聴の特徴であり、内耳性難聴と後迷路性難聴の鑑別などに用いられる。なお、この検査は、被験者の閾値よりも少し強い音を使用して行う検査なので、まず先に純音聴力検査を行って、その被験者の閾値を調べておく必要がある。閾値上検査の種類として、両耳バランステスト、音の強さの弁別閾の検査、SISI (Short increment sensitivity index) 検査がある。

### 語音聴力検査
語音聴力検査とは、言葉が聞き取れるかどうかを調べる検査である。音を感知できるかどうかの検査が純音聴力検査であるのに対し、声の違いという、言わば音色の違いを判別できるかどうかの検査が語音聴力検査ということになる。
語音聴力検査は、被験者に一定の音圧で、被験者が習熟している言語の短い単語や数字、または、被験者が習熟している言語で使用される音（日本語なら「あ」や「い」などの意味のない音）を聞かせるという方法で行う。検査結果は正答率（パーセント）で示され、これを語音明瞭度と呼ぶ。なお、音圧を変えて検査を行い、全ての音圧条件の中で最も高い正答率が得られた時の正答率は何%であったかを、最高語音明瞭度と呼ぶ。
もしも被験者の聴力が正常であれば、最高語音明瞭度は100%となる。また伝音難聴でも、音圧を上げれば（音を強くしてゆけば）語音明瞭度は上がり、100%も出るので、やはり最高語音明瞭度は100%となる。しかし、感音難聴では障害の起こっている部位によって結果が変わってくる。例えば、内耳性難聴では補充現象が起こるために、音圧が上がると逆に言葉が上手く聞き取れない現象（ロールオーバー現象）も起こる。また、最高語音明瞭度も80%程度となる。さらに、皮質性難聴などの場合、純音聴力検査での成績に比べて、語音聴力検査の成績が悪い傾向にある。つまり、純音は十分に聞こえている音圧なのに、その音圧で言葉の聞き取りができないということだ。すなわち、音が鳴っているのは判るのだが、何を言っているのか判別できない状態である。皮質性難聴などの最高語音明瞭度は、50%を切ることもしばしばで、こうなると補聴器も役に立たない。

### インピーダンスオージオメトリー
インピーダンスオージオメトリーは、外耳道を密閉し、そこの空気圧を変化させながら行う検査であるため、また、その時に鼓膜で反射される音の強さを測定して行う検査であるため、鼓膜に穴が開いている場合は行えない。名称に「オージオメトリー」、すなわち、「聴力検査」と付くものの、この検査は被験者の聴力を測定するものではなく、中耳の抵抗（インピーダンス）を測定する検査である。一定の強さの音を外耳道内に出力し続け、外耳道内の空気圧を、その場の大気圧を基準に-200 [mmH2O] - +200 [mmH2O] の間で連続的に変化させ、その時に鼓膜で反射してくる音の強さを検知する。
検査結果は、ティンパノグラムと呼ばれる、各空気圧で測定された反射音の強さをまとめたグラフで出される。このティンパノグラムのパターンには、Jerger分類と呼ばれる分類がなされている。外耳道内の空気圧が大気圧と同じである時に、最も抵抗が小さくなる（反射音が一番弱くなる）状態を「A型」と呼び、このパターンが正常型である。A型は、後述するA型のバリエーションも含めて、鼓室（中耳の空洞）内の空気の圧力が、大気圧と等しくなっていることを示している。これに対して、どの圧力でもほとんど抵抗が変化せず、したがって反射音もほぼ一定となる状態を「B型」と呼び、このパターンは、本来は空気で満たされているはずの鼓室内に液体が溜まっている時に見られ、例えば、滲出性中耳炎の多くでは、このパターンとなる。それから、外耳道内の空気圧を-100 [mmH2O] 以下（陰圧）にした時に、最も抵抗が小さくなる状態を「C型」と呼ぶ。C型は、鼓室内の空気の圧力が、大気圧よりも低下していることを示している。例えば、何らかの原因で耳管が狭くなってしまった状態（耳管狭窄症）では、このパターンとなる。
なお、まれに滲出性中耳炎でも、このC型を示す例がある。この他、A型にはバリエーションが存在する。A型は外耳道内の空気圧が大気圧と同じである時に最も抵抗が小さくなるわけだが、この時の抵抗の大きさの違いで、3タイプに分類される。抵抗が最も小さくなるのが「Ad型」で、音によって鼓膜が簡単に変形して押し込まれることを意味しており、例えば、本来連鎖しているはずの耳小骨が離断している状態（耳小骨連鎖離断）では、このパターンとなる。抵抗が中庸なのが、先述の「A型」、すなわち正常型。そして、抵抗が最も大きくなるのが「As型」で、音が来ても鼓膜が動きにくいことを意味しており、例えば、耳硬化症では、このパターンとなる。

### 音叉検査
音叉検査とは、音叉を用いて、音の聞こえの状態を調べる検査である。なお、音叉検査で音の聴取の可否に関する閾値を測定することはできない。この点で純音聴力検査に劣るが、音叉さえあれば手軽に行える検査（大掛かりな装置の不要な検査）であるという利点がある。
音叉検査で使用される音叉は2本で、128 [Hz]（ピアノ鍵盤の中央Cの1オクターブ下のCの音）を発する低音の音叉と、2896 [Hz]（ピアノ鍵盤の中央Cの3オクターブ上にあるCから、さらに増4度上のFisの音）を発する高音の音叉である。気導聴力検査は、被験者に密着させずに音叉を叩くことで行う。骨導聴力検査は、被験者の耳の後ろに音叉の基底部を密着させた状態で音叉を叩いて行う。
音叉検査でよく知られた検査法としては、リンネ法（リンネ試験）とウェーバー法（ウェーバー試験）がある。

#### リンネ法
リンネ (Rinne) 法、または、リンネ試験とは、ドイツのアドルフ・リンネが開発した検査法である。音叉を鳴らして被験者の気導聴取時間と骨導聴取時間の差を調べる。検査結果は、気導聴取時間が骨導聴取時間よりも長い場合を「リンネ陽性」、逆に、気導聴取時間が骨導聴取時間よりも短い場合を「リンネ陰性」と判定する。
音叉は、叩いた直後から次第に音が減衰してゆく。従って、気導聴取時間が骨導聴取時間よりも短いということ、つまりリンネ陰性の時は、気導音が骨導音に比べ、著しく聞こえにくいということを示している。この気導音と骨導音の聞こえに差があるのは伝音難聴がある時の特徴であるから、伝音難聴が存在すると考えられる。なお、リンネ陽性となるのは、難聴がない場合（つまり正常な場合）に加え、感音難聴がある場合も含まれる。

#### ウェーバー法
ウェーバー (Weber) 法、または、ウェーバー試験とは、ドイツのエルンスト・ウェーバーが開発した検査である。音叉を被験者の前頭部の中央に、音叉の基底部を密着させた状態で叩き、その音の定位を被験者に尋ねる方法である。検査結果は、左、中央、右のどれかとなる。
音叉の音は、被験者の額の部分の骨から内耳へと伝わってゆく。被験者の身体の中心線の部分に音叉を当てたのだから、音叉の音は身体の中を伝わり、同時に、同じ強さで、左右の内耳に到着するはずである。なお、ヒトの身体は左右で微妙に異なっているが、この検査では通常それは問題にならない。
さて、内耳に到達した音叉の音は、有毛細胞を刺激する他に、一部は耳小骨に伝わり、それが鼓膜を振動させ、そのまま外耳道へと逃げてゆく。外耳道へと音を逃がすに当たり、耳小骨や鼓膜など、伝音に関わる部分が正常であった方が効率が良い。すなわち、中耳に起因した伝音難聴があると、外耳道へと音を逃がしにくくなる。このため、もしも片耳だけに伝音難聴がある場合などは、音を逃がしにくい伝音難聴のある側で、より大きく内耳の有毛細胞を振動させることとなる。ヒトの脳は、その機能が正常であれば、より大きく内耳の有毛細胞が振動している方向に音源が存在する（音源が位置している）と判断する。結果、伝音難聴のある側に音叉の音が変位して聞こえるのである。この片側だけに発生する伝音難聴が見られるのは、例えば片耳に発生した初期の真珠腫（合併症を起こす前の真珠腫性中耳炎）がある場合など。
次に、音の感度に左右差があった場合を考える。内耳に到達した音叉の音は、同じ強さなので、感度の良い方は大きく感じ、感度の悪い方は小さく感じる。ヒトは、左右でより大きく感じた方向に音源が存在する（音源が位置している）と判断するから、この時ヒトは、感度の良い方向に音叉が移動したかのように感じるのである。ところで、左右の感度に差があるということは、感度の悪い方の内耳、感度の悪い方の信号を伝達している神経細胞、感度の悪い方の信号を処理している神経細胞などに、何らかの問題が起きていることを意味する。すなわち、感度の悪い方では感音難聴が発生していることを意味している。また、両耳に感音難聴があったとしても、その度合いに差があれば、同じように、感音難聴の酷い方では小さく感じ、酷くない方では大きく感じるわけである。従って、この場合も感度の良い方向に音叉が移動したかのように感じる。この感度に左右差のある状態は、例えば騒音性難聴などで見られることもある症例である。
まとめると、以下の通りである。
- 正常、または、両側で同じように進行している難聴では、音叉の音は中央に聞こえる。
- 片側に伝音難聴があると、音叉の音は伝音難聴のある側に寄って聞こえる。
- 片側により酷い感音難聴があると、音叉の音はより状態の良い側に寄って聞こえる。

### 他覚的聴力検査
他覚的聴力検査とは、外部から直接見ることのできる被験者の生理的な反応をとらえることで行われる、聴力検査のことである。一般的な聴力検査（純音聴力検査など）は、被験者の返答、つまり、ボタンを押すなどの何らかのアクションがなければ成り立たないが、この他覚的聴力検査は、被験者の返答がなくとも聴力の有無を判断できるという利点がある。このため、乳児などに対して用いることも可能。対して、例えば、語音聴力検査で調べられる、言葉が聞き取れているかどうかなどは、この他覚的聴力検査では調べることができないという欠点もある。なお、他覚的聴力検査には、耳音響放射、蝸牛の反応、聴性脳幹反応を利用したものがある。

#### 耳音響放射
耳音響放射（otoacuostic emissions、時にOAEと略される）とは、内耳の外有毛細胞により、音が発振される現象のこと。外耳道に高性能のマイクロフォンを近づけるだけで、簡単に検知することができる。この現象を利用すると、受け答えのできない乳児などが相手でも、聴力があるかどうかの簡易検査が行える。

#### 蝸電図
蝸電図 (electrocochleography) とは、内耳にある蝸牛に音が入力された時に発生する、電位変化を見る検査である。蝸牛マイクロフォン電位（cochlear microphonic potential／音に反応した有毛細胞に起因する電位変化）、加重電位（summating potential／音の持続時間に同期して動く有毛細胞に起因する電位変化）、蝸牛神経複合活動電位（auditory nerve action potential／蝸牛神経の活動電位）の3つを見る。このように蝸電図では蝸牛の活動状態を見ることができる。

#### 聴性脳幹反応
聴性脳幹反応（auditory brainstem response、時にABRと略される)とは、音を感知したことによる聴神経と脳幹聴覚路の活動によって発生する電位変化のことである。これは、音が内耳に入力されてから10 [ms] 以内に発生する。頭皮に電極を貼り付けることで、この電位変化を検知する。よって、時間軸を横軸としたグラフが作成される。
聴性脳幹反応は、蝸牛神経から先の活動による電位変化で、通常は6 - 7つの波が出現する。そして、この波には出現する順番に、I波、II波、……VII波と呼ばれる。I波は蝸牛神経、II波は蝸牛神経核周辺、III波は橋尾側部、IV波は橋吻側部、V波以降は外側毛帯 - 中脳の下丘による電位変化だと考えられている。この現象を利用すると、受け答えのできない乳児などが相手でも、聴力があるかどうかの検査が行える。また、各部が正常に機能しているかどうかも見ることができる。
さて、音が内耳に入力されてから、各波が観測されるまでの時間を潜時と言う。音が内耳に入力されると間もなくI波が発生し、III波はI波が現れてから1.9 - 2.3 [ms] 以内に発生し、V波はIII波が現れてから1.7 - 2.1 [ms] 以内に発生し、また、V波はI波が現れてから3.6 - 4.4 [ms] 以内（通常3.8 - 4.2 [ms]）に発生するのが正常である。しかし、聴神経腫瘍などの異常があるとこの潜時が延長したり、波がI波だけでII波以降が発生しなかったりといったことが起こる。

### 自記オージオメトリー
自記オージオメトリーとは、断続音（ピーッ、ピーッと途切れた音）と連続音（ずっとピーと鳴っている音）を用いて行う聴力検査である。波形はサイン波（純音）を用いる。自記オージオメトリーは、1947年にベケシ (Bekesy) によって考案された。被験者にスイッチを持たせ、音が聞こえたらスイッチを押し続け、聞こえなくなったらスイッチを離してもらうという手順で行われる。このスイッチは、押されると音が小さくなるようになっている。
まず、被験者の音の聴取の可否に関する閾値よりも弱い音を発生させ、被験者により、スイッチが押されるまで音圧を上げ続ける。スイッチが押されると音圧が下がるので、再び音が聞こえなくなるのでスイッチが離される。すると、また音が強くなってくるので、再び被験者によってスイッチが押される。これを繰り返す。この時、被験者に聞かせた音の音圧レベルを、時間軸を横軸として記録しておく。すると、まずその被験者の聴取の可否に関する閾値まで音圧が上がり、そこからは被験者によってスイッチが押されたり離されたりするので、小刻みに音圧が上下するのが記録される。音圧を変化させる速度が一定でも、被験者によってスイッチを押す反応時間が異なるので、この小刻みな音圧の上下の振幅には差が出ることもあるが、聴力が正常であれば、断続音で検査した時、連続音で検査した時、共に、正常聴力の閾値付近で小刻みな音圧の上下が記録される。また、いずれの周波数で検査しても、断続音と連続音が同じ周波数である限り、結果に有意な差は出ない。
この検査によって得られた結果、つまり、被験者に聞かせた音の音圧レベルを、時間軸を横軸として記録したグラフを、自記オージオグラムと呼ぶ。この自記オージオグラムのパターンにも、Jerger分類と呼ばれる分類がなされている。I型は、同一周波数において、断続音と連続音の結果が同じになるという状態。これは、正常聴力の場合と伝音難聴の場合に見られるパターンである。ただし、伝音難聴がある場合は、正常聴力の人と比べて、再生された音圧が高いという違いがあり、ちょうど正常聴力の人の結果を、再生音圧が高い方向に平行移動したようなグラフとなる。II型は、同一周波数において、断続音に比べて連続音の方が5 - 20 [dB] 高い音圧で再生されていて、かつ、断続音に比べて連続音の方が明らかに音圧の上下の振幅が小さいという状態。これは、内耳性難聴に見られるパターンである。III型は、同一周波数において、断続音では一定の振幅で推移しているのに対し、連続音では再生される音の音圧がどんどん高くなる状態で、かつ、連続音再生開始後、初めてスイッチが押された時から60秒以内に、40 - 50 [dB] 以上の音圧上昇が見られる状態である。これは、聴神経腫瘍などを原因とする、後迷路性難聴に見られるパターンである。IV型は、500 [Hz] 以下の同一周波数においても、断続音に比べて連続音の方が高い音圧で再生されているという状態。無論、500 [Hz] を超える周波数でも、同一周波数において同様の状態となる。なお、II型とは違って、連続音でも音圧上下の振幅の有意な縮小は見られない。これは、後迷路性難聴などに見られることのあるパターンである。V型は、同一周波数において、連続音に比べて断続音の方が高い音圧で再生されているという状態。これは、機能性難聴に見られるパターンである。

## 難聴を起こす代表的な疾患
難聴を引き起こす疾患は様々である。また、難聴の起こり方も様々である。そこで、ここでは50音順に幾つかの疾患を挙げ、それが引き起こす難聴の種類と、その経過を簡単に記載するに留める。詳細は、それぞれのリンク先を参照のこと。
- 音響外傷 - 主に感音難聴。
- 外リンパ瘻 - 感音難聴。蝸牛窓や前庭窓が閉鎖すれば回復する。
- 奇形 - 耳に奇形があると、伝音難聴や感音難聴を引き起こす。
  - 外耳道奇形（外耳道閉鎖症）、耳小骨奇形（中耳奇形） - 伝音難聴。
  - 内耳奇形 - 感音難聴。
- 機能性難聴 - 既述の通り、症状が一定しない。
- 鼓膜損傷 - 伝音難聴。
- 耳管開放症
- 耳硬化症 - 初期は伝音難聴。進行すると感音難聴も生じ、混合難聴となる。
- 耳小骨離断（耳小骨連鎖離断） - 伝音難聴。
- 腫瘍 - 主に感音難聴を引き起こす。
  - 聴神経腫瘍 - 感音難聴。
  - 脳腫瘍 - 部位によっては感音難聴が起こり得る。
- 頭蓋骨折 - 骨折の状態による。中耳へのダメージがあれば伝音難聴、内耳へのダメージがあれば感音難聴。混合難聴もあり得る。
- 騒音性難聴 - 感音難聴。回復しない。
- 中耳炎 - 伝音難聴。内耳へ炎症が広がると感音難聴が起こる。
  - 急性中耳炎 - 急性中耳炎だけなら伝音難聴。また回復も見込める。内耳炎を併発すると感音難聴も生じる。（中耳炎性内耳炎）
  - 慢性中耳炎 - 伝音難聴。次第に耳小骨に悪影響が出て難聴が回復不能となる。内耳炎を併発すると感音難聴も生じる。（中耳炎性内耳炎）
  - 真珠腫性中耳炎 - 初期は無症状か伝音難聴。真珠腫の巨大化に伴い、内耳が破壊されて感音難聴も生じ、混合難聴となることもある。
  - 滲出性中耳炎 - 伝音難聴。
- 薬剤性内耳障害 - 感音難聴。耳毒性のある薬剤が原因。
- 突発性難聴 - 感音難聴。
- 内耳炎 - 感音難聴。
  - ウイルス性内耳炎 - 感音難聴。麻疹、風疹により、引き起こされることも。場合によっては高度難聴以上の感音難聴となることも。
  - 髄膜炎性内耳炎 - 感音難聴。回復は難しく、中途失調となることも。
  - 中耳炎性内耳炎 - 感音難聴。急性中耳炎では回復もあるが、慢性中耳炎が起きていると、炎症が慢性化し、感音難聴が回復不能となることがしばしば。
- メニエール病 - 低音域から始まる感音難聴が特徴。次第に中音域や高音域も感音難聴となってゆく。
- 流行性耳下腺炎 - 一側性高度感音難聴。まれに両側性が発現する場合もある。一般に回復は見込めない。
- 老人性難聴 - 伝音難聴、感音難聴の両方を起こし得る。伝音難聴は耳小骨などの動きが悪くなるため、感音難聴は蝸牛の有毛細胞などの機能が低下するため。

## 難聴と日常生活
以下は、日常生活における難聴の問題の兆候である：
- 静かな環境や騒がしい環境では聞こえない
- 人々が話しているときに単語やフレーズが欠落している
- 耳鳴り
- 聴覚過敏
- 耳閉感
- テレビや音楽の音量を上げる必要がある
- 会話を続けるために熱心に集中する必要があるため、疲れを感じる

聾文化（聞こえないことを前提として形成された文化）に生きる人、いわゆる聾者は、実際のところ充実した日常生活を送っている者が多く存在する。特に視覚が正常であれば手話なども使えるので、なおさらである。他に、やはり視力が十分あることが必須なものの、筆談も行えるので、必要とあらば手話を知らない者との意思疎通も可能である。しかし、それでも正常聴力を持っている場合とは異なり、例えば背後からの自動車の接近を音で知り、危険回避を行うといったことができないなどのハンデは存在する。さらに問題となるのは中途失聴者などで、こちらは音があることを前提に生活してきたために、より危険度は高くなるし、その上、手話なども使えず、様々な問題を抱える場合がある。
また、元々正常聴力だった者が、失聴とまではゆかないまでも難聴になった場合、周囲の者と会話などが上手くゆかず、結果として孤立に陥ることもある。そうならないように補聴器などの補助具もあるが、補聴器の効果が出ないケースもある。それから、老人性難聴などのケースでは、比較的低い周波数帯の音に対する聴力は良好に保たれている場合もあるため、張り上げた声（高い周波数の比較的強い音）はよく聞こえないが、ボソリとした声（低い周波数で比較的弱い音）だと聞こえてしまうことがあり、これが「年寄りは陰口だけしっかり聞いている」などといった誤解を生む場合もある。他に、例えばテレビの音がうるさいなどといったことが原因で、周囲との摩擦に発展する場合もある。さらに、進行性の難聴（時間経過と共に悪化してゆく難聴）の場合は、少し前までは聞こえていた音が聞こえなくなることがあるため、思わぬ問題が生じることもある。

## 疫学
2021年の時点で、世界で15億人以上が難聴であり、これは人口の20%にあたる。その大半（11億6,000万人）は軽度難聴、4億3,000万人 (人口の5.5%)が中等度以上の難聴である。約3,000万人が両側性重度難聴または完全に聞こえない状態である。
加齢とともに難聴者は増加する。60 - 64歳では12.7%であるが、90歳代では58%以上が難聴である。
中等度以上の難聴の有病率は、女性より男性の方がわずかに高く、男性2億1,700万人（5.6%）に対し、女性は2億1,100万人（5.5%）である。難聴の有病率は地域によって異なり、3.1%(東地中海地域) - 7.1%(西太平洋地域)である。最も多いのは西太平洋地域で、次いで東南アジア地域である。また、所得層によっても有病率は異なり、低所得国では3.3%、高所得国では7.5%である。中等度以上の難聴者の総数に占める割合は、高所得国が20%であるのに対し、低・中所得国では80%近くを占めている。
剣道選手は頭部に受ける衝撃波や技を出す時の烈帛の掛け声、集団で行う長時間の屋内練習で生じる騒音で難聴になりやすいため「剣道難聴」とも呼ばれる。